# Chapelle des Cordeliers (Clermont-Ferrand)
La Chapelle des Cordeliers est une chapelle située à Clermont-Ferrand en France. La chapelle fait partie du siège du conseil général du Puy-de-Dôme.

## Histoire
Elle aurait été fondée par les Franciscains en 1273, après un don de terrain de Bernard de la Tour en 1263, par la suite la famille de la Tour est inhumée dans la chapelle.
Le couvent des Cordeliers fut vendu comme bien national pendant la Révolution, il ne resta des destructions successives que la chapelle.
La première assemblée départementale du Puy-de-Dôme a eu lieu dans la chapelle en 1791, avant de devenir la préfecture du département, le 24 juillet 1801.
Le 18 août 1988, la chapelle est inscrite aux titre des monuments historiques.